# Federazione di rugby a 15 della Germania
Deutscher Rugby-Verband, acronimo DRV, è l'organismo di governo del rugby a 15 in Germania.
Fondata nel 1900 a Kassel, è una delle più antiche federazioni rugbistiche del mondo e in assoluto la più antica d'Europa dopo le quattro Home Union delle isole britanniche.
Istituita ai tempi dell'impero tedesco, assicurò durante la repubblica di Weimar e il Terzo Reich la continuità dell'attività domestica e internazionale: nel 1927 vide l'esordio della propria nazionale maggiore e dal 1909 organizza in via continuativa il campionato nazionale, fatte salve interruzioni belliche; fondatrice della F.I.R.A. nel 1934 insieme ad altre federazioni continentali come Italia, Francia e Spagna, fu anche tra le partecipanti della prima ora al campionato europeo con la propria squadra nazionale.
Dopo la seconda guerra mondiale e la perdita nel conflitto di molti dei suoi giocatori, la DRV divenne la federazione della sola Germania Ovest mentre nella Repubblica Democratica Tedesca la disciplina fu governata dalla Deutsche Rugby-Sportverband (DRSV).
Nel 1989 la DRV tenne a battesimo la propria nazionale femminile che esordì contro la Svezia e, nel 1990, con la riunificazione tedesca, tornò a estendere la sua giurisdizione sull'ex Germania Est.
A livello internazionale, la nazionale maschile vanta come miglior risultato due secondi posti al campionato europeo e il terzo posto nel torneo di ripescaggio per la qualificazione alla Coppa del Mondo, mentre quella femminile vanta due partecipazioni alla Coppa del Mondo e due terzi posti al campionato europeo.